# 上帝的小村庄
《上帝的小村庄》（波蘭語：U Pana Boga za miedzą），又译《跨越上帝》，是2009年由亚采克·勃朗姆斯基執導的波蘭故事片，属于電影四部曲的第三部，另外三部为U Pana Boga za piecem、U Pana Boga w ogródku和U Pana Boga w Królowym Moście。在波蘭電影院播出後的6週內，票房收入達到4,566,867兹罗提。

## 剧情
Staś（格熱戈日·海羅明斯基饰）从美国回到Królowy Most，打算定居在这里。他利用自己在国外做了10年销售代表的经验，帮助Sliwiak（瑞沙·多林斯基饰）在即将到来的选举中不惜一切代价当选市长。随着时间的推移，他的反对者出现了，破坏了贴在墙上的海报，并放火烧了迪斯科舞厅大楼。为了反击，Sliwiak叫来了一个恶名昭著的格鲁吉亚人（弗拉基米爾·阿布拉穆什金饰）。但是，情况很快就失控了，无论是以前的黑帮老大Bocian（埃米利安·卡明斯基饰），还是警察，甚至是Sliwiak本人，都无法应付这个格鲁吉亚人，他觉得自己可以逍遙法外，为所欲为。最后，Bocian在牧师（克日什托夫·齊爾瑪饰）的允许下向格鲁吉亚人宣战，最终将他赶走了。为了表示感谢，牧师在讲坛上提议Bocian参选市长，但是并非所有人都赞成这一提议。